# Синоптичка јеванђеља
Синоптичка јеванђеља је групни назив за јеванђеља по Матеју, Марку и Луки, јер приказују Исусов живот и учење на сличан начин. Она обухватају многе исте приче, често сложене истим редоследом и користе се подједнаким речником. Она по грађи одударају насупрот јеванђељу по Јовану, које садржи Исусове говоре који не постоје код остале тројице, као и сам опис његове личности више него његових дела. Термин синоптички (лат. synopticus; грч. συνοπτικός synoptikos) потиче из грчког језика, али долази преко латинског језика.